# 孙广运
孙广运（？—），男，中华人民共和国政治人物，曾任国防科工委副秘书长兼体政司司长，国有重点大型企业监事会副主席。